# Bolo (Burkina Faso)
Pour les articles homonymes, voir Bolo (homonymie).
Bolo est une commune rurale située dans le département de Bougnounou de la province du Ziro dans la région du Centre-Ouest au Burkina Faso.